# James Gandolfini
James John Gandolfini, Jr. (Westwood, 18 de setembro de 1961 — Roma, 19 de junho de 2013) foi um ator norte-americano, mais conhecido pela sua atuação como Tony Soprano na série dramática Os Sopranos. Até encarnar o papel de Tony, Gandolfini havia representado papéis principalmente secundários em filmes como Amor à Queima-Roupa e Get Shorty, sendo até à altura um ator relativamente desconhecido. A sua representação em Os Sopranos, considerada por muitos críticos como uma das melhores atuações na história da televisão, catapultou-o para a fama internacional.

## Biografia
Filho de Santa Gandolfini, uma empregada de cafeteira de escola, descendente de italianos, nascida nos EUA mas criada em Nápoles, e de James Joseph Gandolfini, Sr., um pedreiro nativo de Borgo Val di Taro, Itália, James Gandolfini, Jr. cresceu em Park Ridge, Nova Jersey, num lar onde se falava predominantemente o italiano e no qual a cultura italiana era prevalecente. Graduou-se em 1979 na Park Ridge High School. Após a escola, adquiriu o grau bacharel em comunicações na Universidade de Rutgers, onde trabalhou como segurança do campus. Antes de ser ator, trabalhou em caminhões de distribuição, como segurança de discotecas e inclusivamente num bar em Manhattan.  
Gandolfini iniciou-se como ator aos 25 anos, quando vivia em Nova Iorque e acompanhava o seu amigo Roger Bart a aulas de interpretação da Técnica de Meisner.
Após atuar na Broadway, Gandolfini começou a estabelecer uma carreira no mundo do cinema. Um dos primeiros papéis que desempenhou e atraiu as atenções foi Virgil, um violento mafioso no filme True Romance.

### The Sopranos
A série começou a ser projetada no verão de 1997, altura em que o primeiro episódio foi concebido. Inicialmente, o produtor David Chase havia ponderado atribuir o papel de Tony Soprano ao ator David Proval, que acabou por representar Richie. Em 1999 Os Sopranos estreou na HBO, tendo Gandolfini sido escolhido para interpretar o papel principal da série, Tony Soprano, um violento chefe da máfia com problemas familiares. No decorrer dos anos, Gandolfini, juntamente com a co-protaginista Edie Falco, que representava a sua esposa, recebeu uma enorme aclamação pelo seu desempenho, nomeadamente pelo realismo da sua atuação, o qual lhe rendeu três Prémios Emmy, um Globo de Ouro e um salário de $1 milhão por episódio, fortuna essa que eventualmente ascendeu aos 55 milhões de dólares. Ao final da sua vida, James Gandolfini tinha um património avaliado em 70 milhões de dólares.
O sucesso alcançado na série foi tal que o problema, já preexistente, que tinha com drogas e álcool, se agravou. O ator que desempenhava o papel de Bobby Baccalieri na série, Steve Schirripa, comentou que o ator tinha dificuldades em lidar com a fama e atenção constantes, recorrendo então a várias substâncias entorpecentes como forma de lidar com a pressão e o stress, algo confirmado pela ex-namorada do ator, Lora Somoza. Gandolfini relatou que recebia ligações frequentes de mafiosos de verdade parabenizando-o pela sua atuação. Comentou também que, para conseguir reproduzir o temperamento de Tony, colocava uma pedra no seu sapato para lhe causar raiva e que, para interpretar as cenas em que Tony acordava cansado, não dormia na noite anterior.

### Morte
A 19 de junho de 2013, no decorrer de umas férias, foi encontrado desfalecido pelo seu filho no banheiro do Hotel Boscolo Exedra Roma, na Itália. Paramédicos tentaram ressuscitá-lo no local mas os seus esforços foram infrutíferos. Foi declarado o óbito de James Gandolfini no hospital, tendo como causa um ataque cardíaco.

## Filmografia

### Cinema
| Ano  | Título original                         | Título no Brasil e em Portugal                                            | Personagem                            | Notas                                             | Ref.   |
| ---- | --------------------------------------- | ------------------------------------------------------------------------- | ------------------------------------- | ------------------------------------------------- | ------ |
| 1987 | Shock! Shock! Shock!                    |                                                                           | Ordenança                             |                                                   | [ 21 ] |
| 1991 | The Last Boy Scout                      | br: O Último Boy Scout - Jogo de Vingança pt: A Fúria do Último Escuteiro | homem de confiança de Sheldon Marcone | não creditado                                     | [ 22 ] |
| 1992 | A Stranger Among Us                     | br: Uma Estranha Entre Nós pt: O Assassino Está Entre Nós                 | Tony Baldessari                       |                                                   | [ 23 ] |
| 1993 | Italian Movie                           |                                                                           | Angelo                                |                                                   | [ 24 ] |
| 1993 | Money for Nothing                       | br: Dinheiro, Prá Que Dinheiro? pt: Dinheiro à Borla                      | Billy Coyle                           |                                                   | [ 25 ] |
| 1993 | True Romance                            | br/pt: Amor à Queima-Roupa                                                | Virgil                                |                                                   | [ 26 ] |
| 1993 | Mr. Wonderful                           | br: Mr. Wonderful pt: Um Amor Irresistível                                | Mike                                  |                                                   | [ 27 ] |
| 1994 | Angie                                   | br: Angie pt: Angie, Uma Mulher Só                                        | Vinnie                                |                                                   | [ 28 ] |
| 1994 | Terminal Velocity                       | br/pt: Velocidade Terminal                                                | Ben Pinkwater                         |                                                   | [ 29 ] |
| 1995 | Le Nouveau monde                        |                                                                           | Will Caberra                          |                                                   | [ 30 ] |
| 1995 | Crimson Tide                            | br/pt: Maré Vermelha                                                      | Bobby Dougherty                       |                                                   | [ 31 ] |
| 1995 | Get Shorty                              | br: O Nome do Jogo pt: Jogos Quase Perigosos                              | Bear                                  |                                                   | [ 32 ] |
| 1996 | The Juror                               | br/pt: A Jurada                                                           | Eddie                                 |                                                   | [ 33 ] |
| 1997 | Night Falls on Manhattan                | br: Sombras da Lei pt: O Lado Obscuro da Lei                              | Joey Allegretto                       |                                                   | [ 34 ] |
| 1997 | She's So Lovely                         | br: Loucos de Amor pt: A Mulher das Nossas Vidas                          | Kiefer                                |                                                   | [ 35 ] |
| 1997 | 12 Angry Men                            | br: Doze Homens e Uma Sentença                                            | Jurado 6                              |                                                   | [ 36 ] |
| 1997 | Perdita Durango                         | br/pt: Perdita Durango                                                    | Agente Willie "Woody" Dumas           |                                                   | [ 37 ] |
| 1997 | Midnight in the Garden of Good and Evil | br/pt: Meia-Noite no Jardim do Bem e do Mal                               | Cozinheiro                            | não creditado                                     | [ 38 ] |
| 1998 | Fallen                                  | br: Possuídos pt: A Queda                                                 | detetive Lou                          |                                                   | [ 39 ] |
| 1998 | The Mighty                              | br: Sempre Amigos pt: Os Poderosos                                        | Kenny Kane                            |                                                   | [ 40 ] |
| 1998 | A Civil Action                          | br: A Qualquer Preço pt: A Qualquer Custo                                 | Al Love                               |                                                   | [ 41 ] |
| 1999 | A Whole New Day                         |                                                                           | Vincent                               | Curta-metragem, incluído em Stories of Lost Souls | [ 42 ] |
| 1999 | 8MM                                     | br: 8mm - Oito Milímetros pt: 8mm                                         | Eddie Poole                           |                                                   | [ 43 ] |
| 2001 | The Mexican                             | br/pt: A Mexicana                                                         | Winston Baldry                        |                                                   | [ 44 ] |
| 2001 | The Man Who Wasn't There                | br: O Homem Que Não Estava Lá pt: O Barbeiro                              | Big Dave Brewster                     |                                                   | [ 45 ] |
| 2001 | The Last Castle                         | br: A Última Fortaleza pt: O Último Castelo                               | Coronel Winter                        |                                                   | [ 46 ] |
| 2004 | Surviving Christmas                     | br:/pt: Sobrevivendo ao Natal                                             | Tom Valco                             |                                                   | [ 47 ] |
| 2006 | Romance & Cigarettes                    | br: Romance e Cigarros pt: Romance & Cigarretes                           | Nick Murder                           |                                                   | [ 48 ] |
| 2006 | Lonely Hearts                           | br: Os Fugitivos pt: Corações Solitários                                  | Detetive Charles Hildebrandt          |                                                   | [ 49 ] |
| 2006 | All the King's Men                      | br: A Grande Ilusão pt: A Corrupção do Poder                              | Tiny Duffy                            |                                                   | [ 50 ] |
| 2006 | Club Soda                               |                                                                           | Homem                                 | Curta-metragem, incluído em Stories USA           | [ 51 ] |
| 2009 | In the Loop                             | pt: em inglês, S.F.F.                                                     | General George Miller                 |                                                   | [ 52 ] |
| 2009 | The Taking of Pelham 1 2 3              | br: O Sequestro do Metrô 123 pt: Assalto ao Metro 123                     | Prefeito de Nova Iorque               |                                                   | [ 53 ] |
| 2009 | Where the Wild Things Are               | br: Onde Vivem os Monstros pt: O Sítio das Coisas Selvagens               | Carol (voz)                           |                                                   | [ 54 ] |
| 2010 | Welcome to the Rileys                   | br/pt: Corações Perdidos                                                  | Douglas Lloyd "Doug" Riley            |                                                   | [ 55 ] |
| 2010 | Mint Julep                              |                                                                           | Senhor "G"                            |                                                   | [ 56 ] |
| 2011 | Down the Shore                          | br: Segredos Mortais                                                      | Bailey                                |                                                   | [ 57 ] |
| 2011 | Violet & Daisy                          |                                                                           | Michael                               |                                                   | [ 58 ] |
| 2011 | Cinema Verite                           |                                                                           | Craig Gilbert                         |                                                   | [ 59 ] |
| 2012 | Killing Them Softly                     | br: O Homem da Máfia pt: Mata-os Suavemente                               | Mickey                                |                                                   | [ 60 ] |
| 2012 | Zero Dark Thirty                        | br: A Hora Mais Escura pt: 00: 30 A Hora Negra                            | Leon Panetta (diretor da CIA)         |                                                   | [ 61 ] |
| 2012 | Not Fade Away                           |                                                                           | Pat                                   |                                                   | [ 62 ] |
| 2013 | The Incredible Burt Wonderstone         | br: O Incrível Mágico Burt Wonderstone pt: Burt Wonderstone               | Doug Munny                            |                                                   | [ 63 ] |
| 2013 | Nicky Deuce                             |                                                                           | Bobby Eggs                            |                                                   | [ 64 ] |
| 2013 | Enough Said                             | br: À Procura do Amor                                                     | Albert                                |                                                   | [ 65 ] |
| 2014 | Animal Rescue                           |                                                                           | Doug Munny                            |                                                   | [ 66 ] |
| 2014 | The Drop                                | pt: O Golpe                                                               | Cousin Marv                           |                                                   | [50]   |

### Televisão

#### Como ator
| Ano       | Título original | Personagem      | Notas                    | Ref.   |
| --------- | --------------- | --------------- | ------------------------ | ------ |
| 1997      | Gun             | Walter Difideli | Episódio: "Columbus Day" | [ 67 ] |
| 1999–2007 | The Sopranos    | Tony Soprano    | 86 episódios             | [ 68 ] |
| 2002      | Sesame Street   | ele mesmo       | 1 episódio (convidado)   |        |

#### Como produtor
| Ano  | Título original                    |
| ---- | ---------------------------------- |
| 2008 | Alive Day Memories: Home from Iraq |
| 2010 | Wartorn: 1861–2010                 |
| 2012 | Hemingway & Gellhorn               |